# Juan León Fandiño
Juan León Fandiño fue un capitán y marino español, presumiblemente de origen gallego, aunque afincado en La Habana, que sirvió como guardacostas del Rey Felipe V en la primera mitad del siglo XVIII. Es conocido principalmente por haber protagonizado un desencuentro con el marino británico Robert Jenkins en las costas de La Florida, a partir del cual acabó por desatarse la guerra del Asiento, o Guerra de la Oreja de Jenkins. 

## La guerra de la Oreja de Jenkins
En el primer tercio del siglo XVIII, las tensiones entre España y Reino Unido por el dominio del Caribe y las costas americanas habían ido en aumento. El asiento de negros en las colonias españolas, el tráfico de mercancías entre los puertos del Atlántico, así como la desdibujada frontera entre la colonia británica de Georgia y La Florida española habían contribuido a ello.  
Desde 1730, el capitán Juan León Fandiño capitaneaba en las costas de Cuba y La Florida un guardacostas conocido como La Isabela. En aquella época, los guardacostas españoles estaban autorizados a interceptar barcos británicos en las costas de sus provincias americanas para asegurarse de que no proliferase el contrabando. Haciendo uso de tal derecho, en 1731, y frente a las costas de La Florida, probablemente cerca de la ciudad de San Agustín, Fandiño apresó el navío británico Rebecca, capitaneado por Robert Jenkins.
Según el testimonio de Jenkins, que compareció ante la Cámara de los Comunes de Londres en 1738, como parte de una campaña belicista por parte de la oposición parlamentaria en contra del primer ministro Robert Walpole, el capitán español León Fandiño le habría atado al mástil de su propio barco y, de un certero tajo con su espada, le habría cortado una oreja al inglés al tiempo que decía: «Ve y di a tu rey que lo mismo le haré si a lo mismo se atreve». Luego lo dejó marchar, después de desarmar y saquear su barco. 
En su comparecencia, Jenkins denunció el abuso cometido por el capitán español con su propia oreja metida en un frasco y, al considerar la frase de León Fandiño como un insulto al monarca británico, la oposición forzó al Gobierno a pedir una indemnización de 95 000 libras, que España se negó a pagar. El primer ministro Walpole se vio obligado, muy a su pesar, a declarar la guerra a España el 23 de octubre de 1739. Fue conocida como la guerra de la Oreja de Jenkins en la historiografía británica.